# Wang Baoshan
Wang Baoshan (en chino, 王宝山; Shandong, China; 13 de abril de 1963) es un exfutbolista y entrenador de fútbol de China que jugaba en la posición de delantero. Actualmente es el entrenador del Shaanxi Chang'an Athletic.

## Carrera

### Club
| Periodo   | Club                  |
| --------- | --------------------- |
| 1980–1986 | Shaanxi Province      |
| 1991–1993 | Otsuka Pharmaceutical |

### Selección nacional
Jugó para China en 23 partidos entre 1986 y 1990 anotando dos goles, participó en los Juegos Olímpicos de Seúl 1988, la Copa Asiática 1988 y en los Juegos Asiáticos de 1990.

### Entrenador
| Periodo   | Club                      |
| --------- | ------------------------- |
| 1995–1997 | Foshan Fosti              |
| 1998      | Yunnan Hongta             |
| 2001-2002 | China sub-20              |
| 2003-2004 | Guangdong Xiongying       |
| 2005      | Jiangsu Sainty            |
| 2005-2006 | Shenzhen Jianlibao        |
| 2009–2010 | Chengdu Blades            |
| 2012      | Chengdu Blades            |
| 2013–2015 | Chongqing Lifan           |
| 2016–2017 | Guizhou Renhe             |
| 2017–2018 | Shenzhen FC               |
| 2018–2020 | Henan Jianye              |
| 2020      | Tianjin Teda              |
| 2022–     | Shaanxi Chang'an Athletic |

## Estadísticas

### Goles con selección nacional
| N.º | Fecha     | Sede                                           | Rival     | Gol | Resultado | Torneo                                               |
| --- | --------- | ---------------------------------------------- | --------- | --- | --------- | ---------------------------------------------------- |
| 1.  | 23-2-1989 | Tianhe Stadium, Guangzhou, China               | Bangladés | 1–0 | 2–0       | Clasificación para la Copa Mundial de Fútbol de 1990 |
| 2.  | 4-3-1989  | Bangabandhu National Stadium, Dhaka, Bangladés | Bangladés | 1–0 | 2–0       | Clasificación para la Copa Mundial de Fútbol de 1990 |